# Конжи (Марна)
Конжи (фр. Congy) насеље је и општина у североисточној Француској у региону Шампањ-Арден, у департману Марна која припада префектури Еперне.
По подацима из 2011. године у општини је живело 253 становника, а густина насељености је износила 14,48 становника/km². Општина се простире на површини од 17,47 km². Налази се на средњој надморској висини од 200 метара.

## Демографија
| 1962. | 1968. | 1975. | 1982. | 1990. | 1999. | 2011. |
| ----- | ----- | ----- | ----- | ----- | ----- | ----- |
| 363   | 379   | 334   | 302   | 315   | 288   | 253   |

График промене броја становника у току последњих година